# General Flugsicherheit in der Bundeswehr

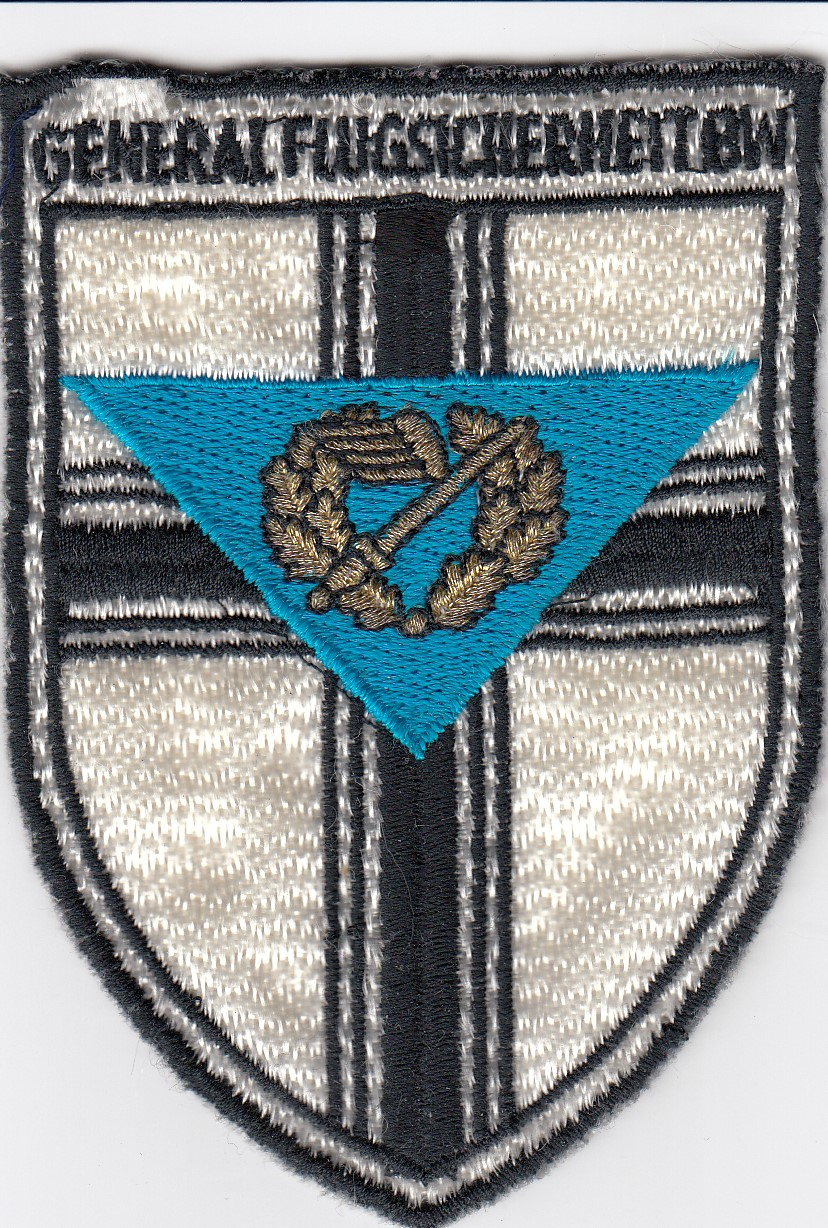
Wappen der ehemaligen Abteilung Flugsicherheit des Luftwaffenamtes

Der General Flugsicherheit in der Bundeswehr (GenFlSichhBw) ist ein militärischer Dienstposten. Der Dienstposteninhaber leitet die Abteilung General Flugsicherheit in der Bundeswehr (Abt GenFlSichhBw) im Luftfahrtamt der Bundeswehr. Bis zum 30. Juni 2013 war sie eine Fachabteilung des damaligen Luftwaffenamtes.

## Aufgaben
Gemäß der ZDv 44/30 „Die Verhütung von Unfällen mit Luftfahrzeugen und Luftfahrtgerät der Bundeswehr“ „ist der General Flugsicherheit in der Bundeswehr (GenFlSichhBw) bereichsübergreifend mit der Wahrnehmung der Fachaufgabe Flugsicherheit sowie für Grundsatzangelegenheiten und fachliche Steuerung der Maßnahmen zur Gewährleistung der Flugsicherheit in der Bundeswehr beauftragt“.

### Vorschriften
Die Internationale Zivilluftfahrtorganisation (ICAO) Annex 13, das Luftverkehrsgesetz (LuftVG) und seit 1998 das Gesetz über die Untersuchung  von  Unfällen  und  Störungen  bei  dem  Betrieb  ziviler  Luftfahrzeuge (FlUUG) regeln die Untersuchung von Flugunfällen; es schließen sich diverse Zentrale Dienstvorschriften (ZDv) an.

## Geschichte
Nachdem es in den Anfangsjahren der Bundeswehr lediglich ein Büro Flugsicherheit (seit 1. Mai 1956) und ab 1. Juni 1958 den Inspizient Flugsicherheit und Unfallverhütung als eigene Dienststelle gegeben hatte, wurde im Jahre 1957 die Abteilung Flugsicherheit in der Bundeswehr (Abt FlSichhBw) geschaffen.
Bei Flugunfällen auf dem Hoheitsgebiet der Bundesrepublik Deutschland ist gemäß Art. 87d GG der Bundesminister für Verkehr (BMV) zuständig. Der § 30 Luftverkehrsgesetz enthält die Regelungen für die Streitkräfte. Am 14. September 1999 erfolgte eine Ressortvereinbarung zur Ausführung des § 1 Abs. 3 Flugunfall-Untersuchungsgesetzes durch das Verteidigungsministerium und dem Verkehrsministerium. Demnach ist für die Untersuchung von Unfällen, bzw. Störungen, an denen ausschließlich militärische Luftfahrzeuge beteiligt sind, die vom Verteidigungsministerium bestimmte Stelle zuständig. Das Verteidigungsministerium hat diese Aufgabe dem General Flugsicherheit der Bundeswehr übertragen.
Sind an einem Unfall, bzw. einer Störung „sowohl zivile wie militärische Luftfahrzeuge beteiligt, wird der General Flugsicherheit Bundeswehr mindestens beteiligt (Ziffer 5 Ressortvereinbarung)“. Bei überwiegend militärischen Belangen, kann der General Flugsicherheit die Federführung bei der Untersuchung beanspruchen. Die Ressortvereinbarung für alle militärischen Luftfahrzeuge ist unabhängig davon, ob sie in der Bundesrepublik Deutschland, einem NATO-Partnerland oder einem Drittland registriert sind.
Zu den weiteren Aufgaben gehören unter anderem Flugsicherheitsinspizierungen und Informationsbesuche bei allen Einheiten der Bundeswehr mit militärischem Flugbetrieb sowie Ausbildungseinheiten. Ferner die Überprüfung und Überwachung der Flugsicherheitsvorschriften und Bestimmungen, sowie die Herausgabe und Änderung von Anweisungen und Regelungen für die Sicherheit im Flugbetrieb. Eine weitere Kernaufgabe ist die Unfall- und Zwischenfalluntersuchung bei allen Vorkommnissen mit militärischen Luftfahrzeugen in der Bundesrepublik Deutschland sowie Luftfahrzeugen der Bundeswehr im Ausland.
Die Abteilung führt eine Flugsicherheitsdatenbank zur Auswertung und Bearbeitung von Un- und Zwischenfällen mit Luftfahrzeugen der Bundeswehr, sowie eine Flugschreiberauswertestation und ein Fehlermeldesystem.

## Generale Flugsicherheit in der Bundeswehr

### Inspizient Flugsicherheit (1958–1970)
| Nr. | Name                | Dienstgrad     | von  | bis  |
| --- | ------------------- | -------------- | ---- | ---- |
| 1   | Viktor von Lossberg | Oberst         | 1958 | 1960 |
| 2   | Wolfgang Späte      | Oberstleutnant | 1960 | 1962 |
| 3   | Götz Baumann        | Oberstleutnant | 1962 | 1962 |
| 4   | Hanns Heise         | Brigadegeneral | 1962 | 1968 |
| 5   | Walter Krupinski    | Brigadegeneral | 1968 | 1969 |
| 6   | Bruno Loosen        | Brigadegeneral | 1969 | 1970 |

### General Flugsicherheit (ab 1970)
| Nr. | Name                    | Dienstgrad     | von  | bis  |
| --- | ----------------------- | -------------- | ---- | ---- |
| 1   | Bruno Loosen            | Brigadegeneral | 1970 | 1974 |
| 2   | Horst Rudat             | Brigadegeneral | 1974 |      |
| 3   | Horst-Dieter Kallerhoff | Brigadegeneral | 1975 | 1976 |
| 4   | Horst Jungkurth         | Brigadegeneral | 1976 | 1977 |
| 5   | Walter Schmitz          | Brigadegeneral | 1977 | 1980 |
| 6   | Bruno von Mengden       | Brigadegeneral | 1980 | 1983 |
| 7   | Albert Weber            | Brigadegeneral | 1983 | 1987 |
| 8   | Hans-Joachim Griese     | Brigadegeneral | 1987 | 1991 |
| 9   | Hans Heinrich Block     | Brigadegeneral | 1991 | 1998 |
| 10  | Eckart Wienß            | Brigadegeneral | 1998 | 2000 |
| 11  | Klaus-Peter Stieglitz   | Brigadegeneral | 2000 | 2002 |
| 12  | Dirk Merklinghaus       | Brigadegeneral | 2002 | 2006 |
| 13  | Lothar Schmidt          | Brigadegeneral | 2006 | 2012 |
| 14  | Hans-Dieter Poth        | Brigadegeneral | 2012 | 2013 |
| 15  | Peter Klement           | Brigadegeneral | 2013 | 2020 |
| 16  | Andreas Korb            | Brigadegeneral | 2020 | 2024 |
| 17  | Armin Havenith          | Brigadegeneral | 2024 |      |